# Générac (Gironde)
Générac ist eine französische Gemeinde mit 551 Einwohnern (Stand: 1. Januar 2022) im Département Gironde in der Region Nouvelle-Aquitaine. Sie gehört zum Arrondissement Blaye und zum Kanton Le Nord-Gironde. Die Einwohner werden Généracais genannt.

## Geografie
Générac liegt etwa 37 Kilometer nördlich von Bordeaux und elf Kilometer nordöstlich von Blaye. Umgeben wird Générac von den Nachbargemeinden Campugnan im Westen und Norden, Saugon im Nordosten und Osten, Saint-Girons-d’Aiguevives im Osten und Südosten sowie Saint-Paul im Südwesten. 

## Bevölkerungsentwicklung
| Jahr                       | 1962 | 1968 | 1975 | 1982 | 1990 | 1999 | 2011 | 2020 |
| Einwohner                  | 551  | 486  | 438  | 460  | 465  | 493  | 573  | 544  |
| Quellen: Cassini und INSEE |      |      |      |      |      |      |      |      |

## Sehenswürdigkeiten
- Kirche Saint-Genès
- Wehrhaus Le Prat aus dem 14. Jahrhundert, Monument historique seit 2002

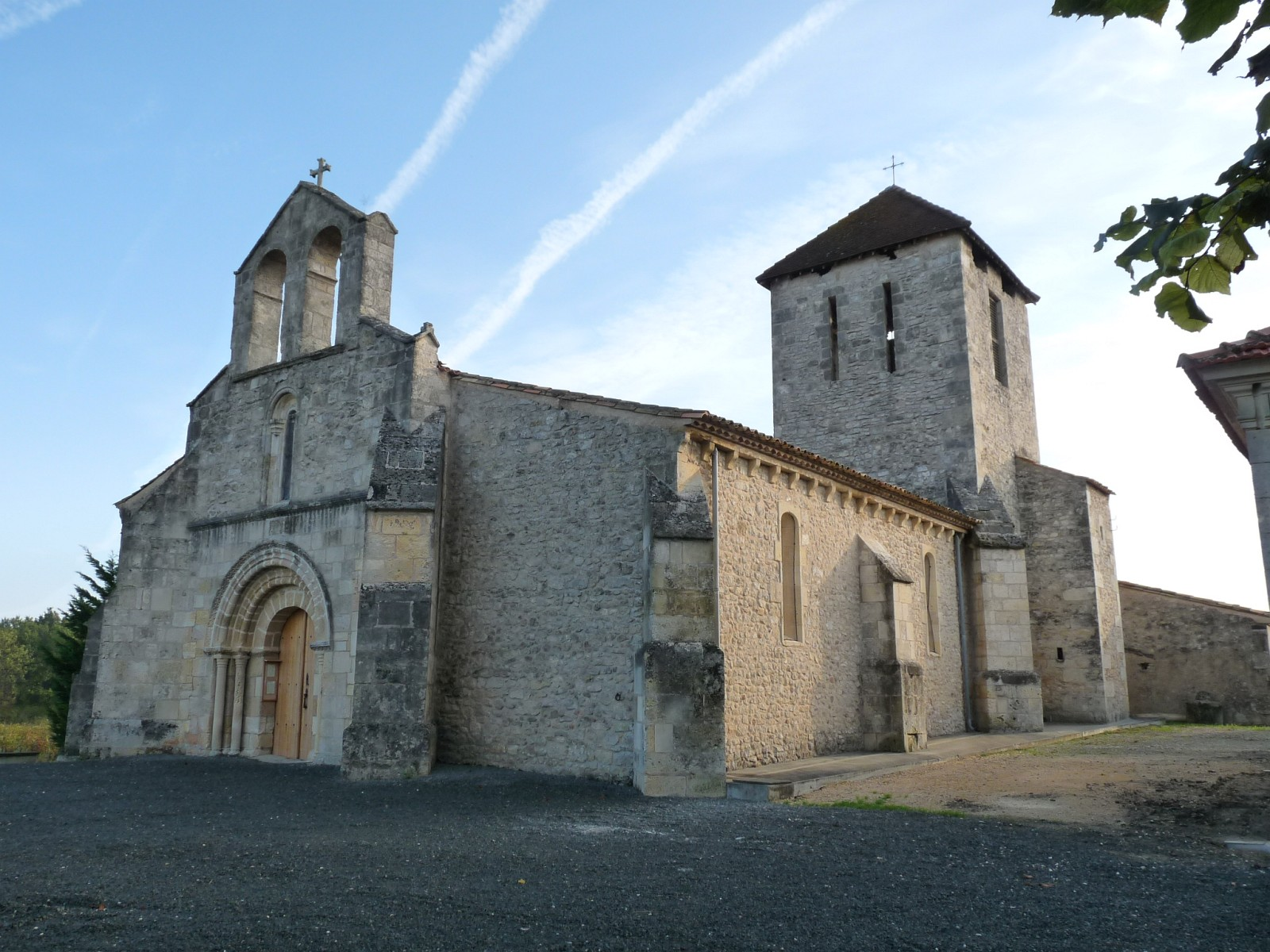
Kirche Saint-Louis
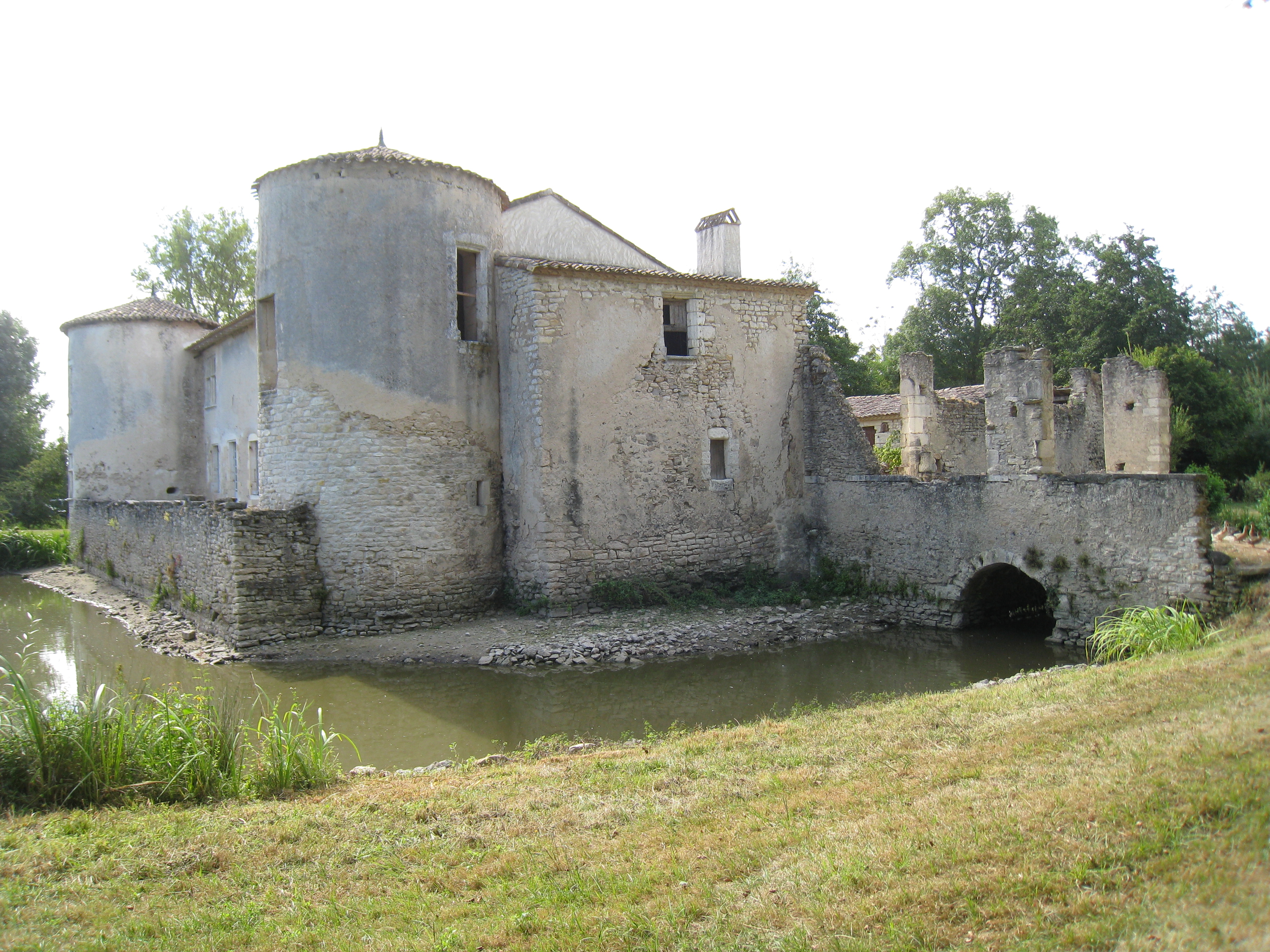
Wehrhaus Le Prat
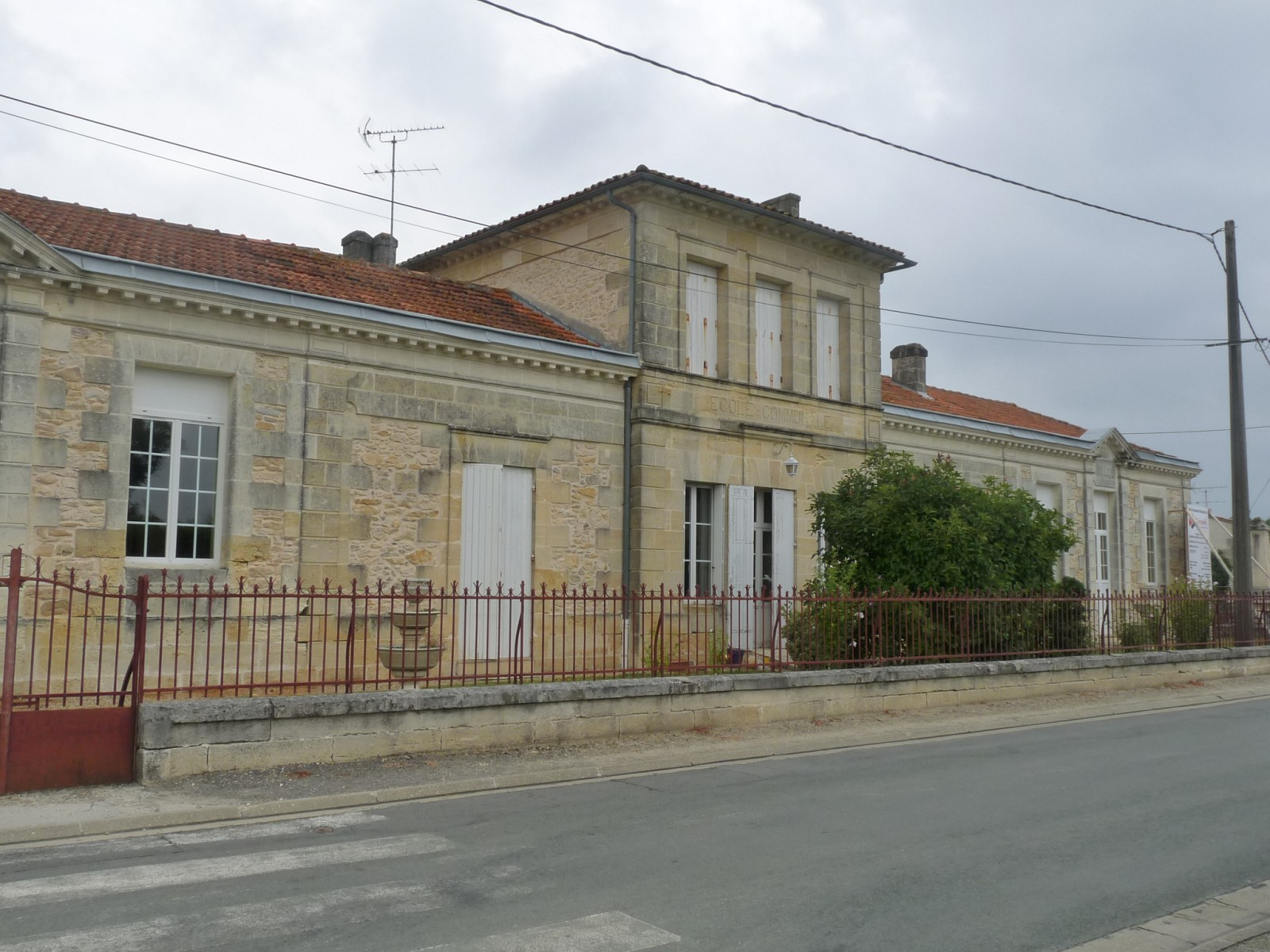
Schule